# (38697) 2000 QM62
2000 QM62 (asteroide 38697) é um asteroide da cintura principal. Possui uma excentricidade de 0.15943710 e uma inclinação de 4.72839º.
Este asteroide foi descoberto no dia 28 de agosto de 2000 por LINEAR em Socorro.